# Júdea

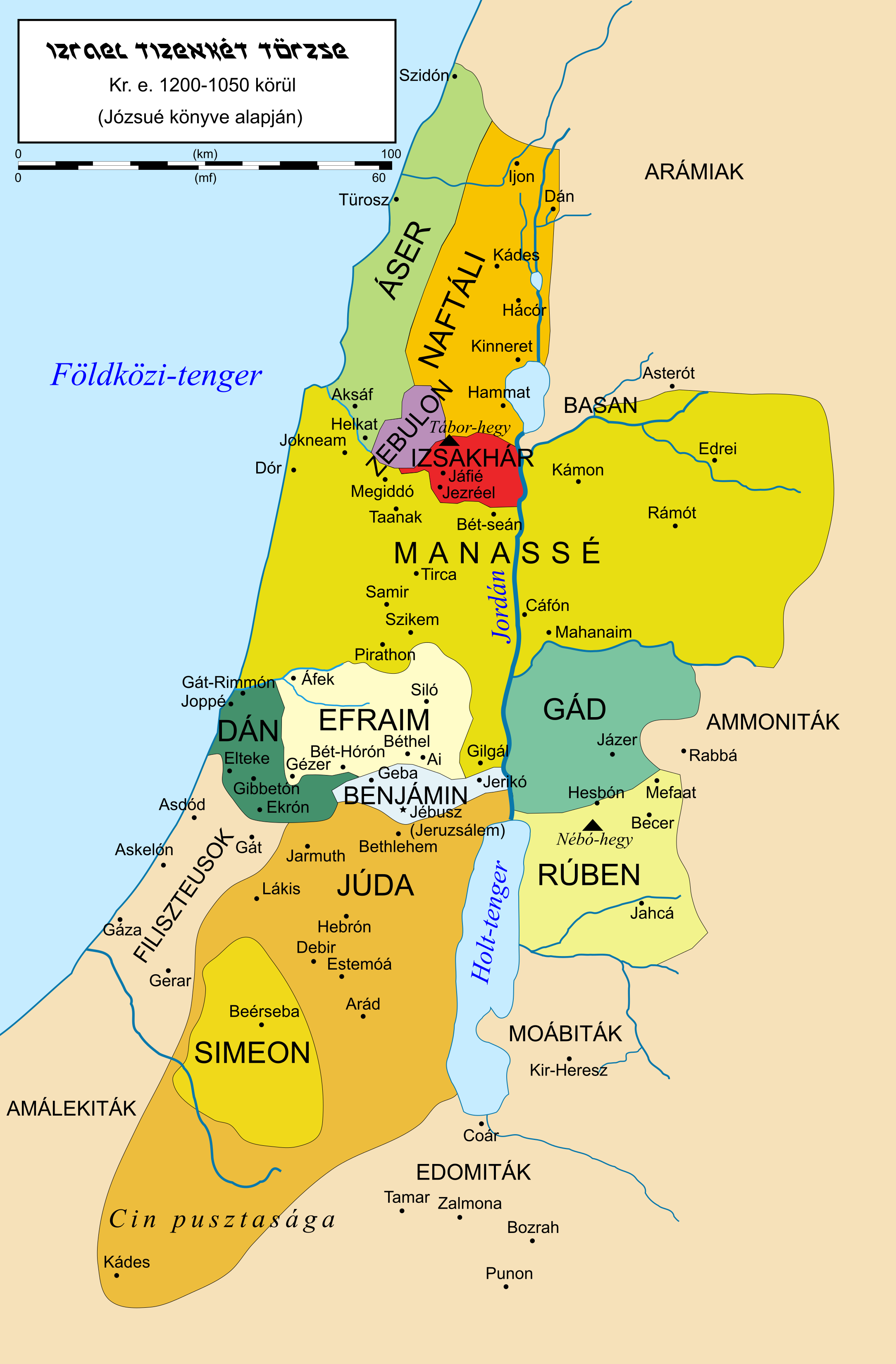
A 12 törzs területe a zsidó honfoglaláskor

Júdea, az Északi Királyság és a környező országok Kr. e. 830-ban
Júdeai Királyság

Júda, vagy Júdea (görögül: Ιουδαία, latinul: Iudaea, héberül: יהודה Jehúda) egy történelmi régió a Közel-Keleten, a történelmi Izrael földjének déli, hegyes-dombos része. Júda vagy más néven Júdea a klasszikus ókorban létezett, nagyjából a Kr. e. 10. századtól a Kr. u. 2. századig. Nevét Júda törzséről kapta, mert a terület nevét először a törzs által lakott hely azonosítására használták. Amikor pedig az Egységes Izraeli Királyság felbomlott (Kr. e. 930 körül), a déli rész a Júdai Királyság nevet kapta. A területet a Perzsa Birodalom tartományaként kezdték el Júdea néven nevezni, s ez lett a későbbi hellén-római neve is.
A Makkabeusok felkelése után Cnaeus Pompeius Magnus, a Kis-Ázsia felett győzedelmeskedő római hadvezér és politikus beleavatkozott a zsidók politikai viszálykodásába, méghozzá oly módon, hogy az Jeruzsálem meghódításához vezetett. I. e. 63-ban a város és a szentély elesett. Ezzel Júdea a Római Birodalom fennhatósága alá került, de a tartomány irányítását átmenetileg meghagyták vazallus zsidó királyok számára. Ez a kormányzati forma megszokott volt Róma részéről, és csak a romanizáció során szervezték meg ezekből a vazallus királyságokból a provinciákat.
Az egyik legjelentősebb vazallus uralkodó Nagy Heródes volt, aki újjáépítette a jeruzsálemi templomot. A terület kettős igazgatás alatt állt, a római közigazgatást és Róma érdekeit egy procurator képviselte, míg belügyeiben önálló maradt. Később kialakították a római keleti provinciák új rendszerét és a római Iudaea provinciát Syria Palaestina néven összevonták a szomszédos Galileával.
A 2. századtól 1948-ig a terület Palesztina néven volt ismert, és különféle gyarmatosítók uralma alatt állt. Az 1917 előtti négy évszázadban az Oszmán Birodalom Szíria tartományának része volt. 1948 után, a Palesztinai Brit Mandátum végeztével az ENSZ felosztási terve alapján kettéosztották Izraelre és Ciszjordániára, mely utóbbit ma a Palesztin Nemzeti Hatóság igazgat. A terület az Arab–izraeli konfliktus fókuszában van.

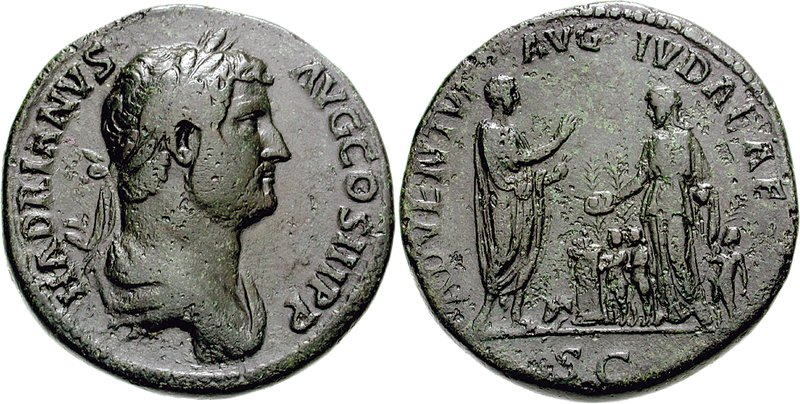
Hadrianus császár judeai látogatása emlékére vert bronz sestertius érme. Előoldalán a császár melvértes, babérkoszorús portréja, felirata: HADRIANVS AVG COS III P P. A hátoldalán Hadrianus és Judeát megszemélyesítő nőalak három gyermekkel, felirata: ADVENTVI AVG IVDAEAE, S C

## Fordítás
- Ez a szócikk részben vagy egészben a Judea című angol Wikipédia-szócikk ezen változatának fordításán alapul.  Az eredeti cikk szerkesztőit annak laptörténete sorolja fel. Ez a jelzés csupán a megfogalmazás eredetét és a szerzői jogokat jelzi, nem szolgál a cikkben szereplő információk forrásmegjelöléseként.